# Titus Panhuysen
Titus Anno Sjoerd Maria (T.A.S.M.) Panhuysen (Maastricht, 1949) is een Nederlands archeoloog en kunsthistoricus. Van 1979 tot 2014 was hij stadsarcheoloog in Maastricht. Van 2004 tot 2014 was hij verbonden aan het 'Saint Servatius Project' van de Universiteit van Amsterdam, waar hij tevens gastdocent was. Panhuysen geldt in Nederland als specialist op het gebied van provinciaal-Romeinse beeldhouwkunst. Tevens publiceerde hij uitgebreid over de laat-Romeinse en vroegmiddeleeuwse ontwikkeling van Maastricht.

## Biografische schets
Titus Panhuysen werd in 1949 geboren als jongste zoon in het kinderrijke gezin van de historicus en rijksarchivaris dr. Gerard Panhuysen (1903-1991) en de docente klassieke talen Marietje Panhuysen-Oomen (1903-2001). Hij groeide op in het bij Maastricht behorende dorp Sint Pieter (Huis De Torentjes). Al vroeg toonde hij interesse in geschiedenis en archeologie. De opgravingen eind jaren 1950/begin jaren 1960 door de Rijksdienst voor het Oudheidkundig Bodemonderzoek (ROB) bij de sanering van het Stokstraatkwartier, de ontdekking van de Romeinse Maasbrug in 1963 (met een groot aantal gebeeldhouwde fragmenten van monumentale graftekens en godenstenen) en de ontdekking van een unieke Romeinse graftombe in de nieuwbouwwijk Belfort, volgde hij als schooljongen op de voet. Van 1963 tot 1965 hielp hij als veertien-, vijftienjarige onder leiding van professor Jules Bogaers mee bij de (her)opgraving van het uitgestrekte Romeinse thermencomplex in het Stokstraatkwartier (het huidige plein Op de Thermen).
Na het doorlopen van het gymnasium in Maastricht (Henric van Veldekecollege, 1961-68), studeerde hij van 1968 tot 1974 kunstgeschiedenis en archeologie aan de Katholieke Universiteit Nijmegen, onder anderen bij de hoogleraren Frits van der Meer, Bernhard Stolte, Wim Peters en Jules Bogaers. Van maart 1974 tot 1978 deed hij met een beurs van de Nederlandse Organisatie voor Zuiver-Wetenschappelijk Onderzoek (ZWO) veldonderzoek in geheel West-Europa om zich te specialiseren in de kennis van de provinciaal-Romeinse beeldhouwkunst. Dat leverde hem een internationaal netwerk op van vakgenoten aan musea en onderzoeksinstituten.
Vanaf juni 1979 was Panhuysen als stadsarcheoloog werkzaam binnen de gemeente Maastricht. In 1996 promoveerde hij cum laude aan de Nijmeegse Universiteit op het proefschrift Romeins Maastricht en zijn beelden (promotor J.E. Bogaers). Na 2004 wijdde Panhuysen zich in toenemende mate aan het Saint Servatius Project, geïnitieerd door de Amsterdamse hoogleraar Frans Theuws. Dit was gericht op het publiceren van het in de jaren 1950 tot 1990 verrichte veldwerk in en rondom de Maastrichtse Sint-Servaaskerk.
Buiten zijn eigenlijke werk lag zijn deelname aan de Maastrichtse gemeentelijke Commissie voor Straatnaamgeving in de periode 1990-2014, een van zijn meest geliefde hobby's. Daarnaast is hij een verwoed amateurfotograaf. Sinds 2016 is hij lid van de Probusclub Maastricht III.
Dr. Panhuysen is gehuwd en heeft samen met zijn echtgenote drie kinderen, een zoon (1974) en twee dochters (1977 en 1979).

## Loopbaan

### Stadsarcheoloog in Maastricht

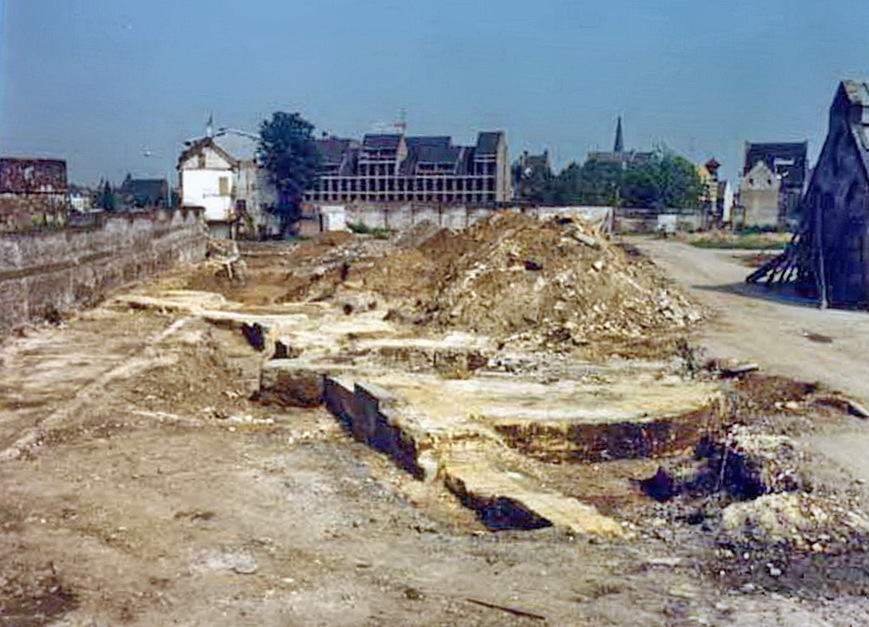
Opgraving Céramique, 1991

In 1979, nog tijdens zijn promotieonderzoek in Nijmegen, werd Panhuysen gevraagd om als eerste de functie van stadsarcheoloog van Maastricht te gaan invullen. In de binnenstad van Maastricht waren in de jaren 1960 en 1970 talloze bouwprojecten gerealiseerd, waarbij geen enkele vorm van archeologisch bodemonderzoek had plaatsgevonden (Vroom & Dreesmann, Entre Deux, Boschstraatkwartier, enz.). Een van zijn eerste opdrachten was om een einde te maken aan de 'bodemjutterij', het plunderen van historisch interessante bouwplaatsen door 'amateurarcheologen', in werkelijkheid schatgravers, verzamelaars en handelaren. Hij begon met lege handen, zonder medewerkers in vaste dienst en zonder budget. In enkele jaren wist hij met kunst- en vliegwerk een afdeling op te bouwen met een kern van vaste medewerkers (Piet Boyens, Wim Dijkman, Wim Veldman), een goed geoutilleerde restauratieafdeling (met Paul Rossèl) en een wisselend aantal toegevoegde, tijdelijke krachten en vrijwilligers. In de jaren 1980 zorgden Panhuysen en zijn team voor een reeks spraakmakende opgravingen in de binnenstad, die op open dagen duizenden bezoekers trokken, onder andere op het Onze-Lieve-Vrouweplein (op het plein zelf, de Derlon-opgraving en de opgraving Mabro), in de Sint-Servaaskerk, in het Boschstraatkwartier en achter het Generaalshuis (voorafgaand aan de bouw van het Theater aan het Vrijthof). In de jaren 1990 kregen de opgravingen bij de bouw van de archiefkelders van het Rijksarchief en de Céramique-opgravingen (blootlegging van het zuidelijke vestingfront van Wyck, met onder meer de ontdekking van een reeks Merovingische pottenbakkersovens), veel aandacht. Een belangrijk project uit deze periode was ook de opgraving van de Pandtuin van de Onze Lieve Vrouwekerk in 1996.

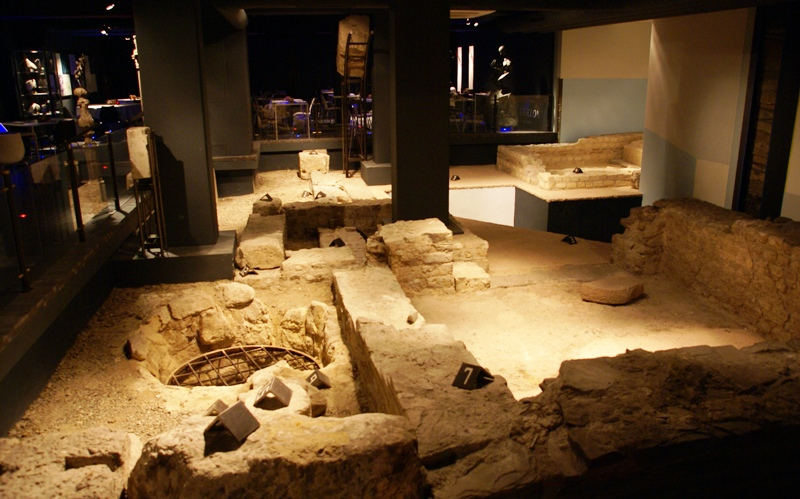
Romeins heiligdom, Museumkelder Derlon

Door de aanwezigheid van een eigen archeologische dienst genoot de Maastrichtse archeologie in het laatste kwart van de twintigste eeuw een grote populariteit. In weerwil van de magere budgetten, te weinig gekwalificeerd personeel, het ontbreken van een duidelijke wetgeving en regelmatige tegenwerking van het bedrijfsleven en de eigen stedelijke overheid (vanuit het oogpunt van de economische belangen), vonden er in deze periode vele grote en kleine onderzoeken en waarnemingen plaats. Panhuysen zette vooral in op kwaliteit van documentatie en verslaggeving van resultaten in (korte) artikelen en lezingen, voor eigen publiek, op studiedagen en tijdens (internationale) congressen. Het grootste manco van de toenmalige stadsarcheologie was het gebrek aan menskracht om de onderzoeksresultaten uit te werken en te publiceren. Voor zover Panhuysen ertoe in staat was, deed hij dat wel ten aanzien van de Romeinse periode en ten dele met betrekking tot de Sint-Servaaskerk.
De ondertekening door Nederland van het Verdrag van Malta (1992) en de neoliberale houding van de gemeente in de jaren 1990 leidden tot, volgens Panhuysen, nutteloze organisatieonderzoeken om de stadsarcheologie meer selfsupporting te maken, en uiteindelijk tot de uitbesteding van opgravingsprojecten aan externe bedrijven met een grotere afstand tot het publiek. Ook het verdwijnen van de afdeling archeologie uit het provinciale Bonnefantenmuseum in 1999 en het mislukken van het initiatief om in de naastgelegen Wiebengahal een Archeologisch Centrum in te richten, droegen bij aan de verkleining van het draagvlak voor de Maastrichtse archeologie. Wel werd in zijn periode het verleden meer zichtbaar gemaakt in de stad, zoals de opgravingen in de Museumkelder Derlon en in het souterrain van een nabij gelegen winkel aan de Havenstraat, op het Onze Lieve Vrouweplein met de moderne, naar de Romeinse oorsprong van de stad verwijzende Jupiterzuil van Fons Bemelmans, in de Sint-Servaaskerk met de geconserveerde opgraving in de kelder van de schatkamer en het lapidarium in de oostcrypte van de kerk, en aan de Maasboulevard met een bordes en zuil ter plekke van het tracé van de Romeinse brug (de Romeinse Maasoever lag 80 m verderop onder de trappen van de Eksterstraat). In Wyck werden rondom het Centre Céramique en de Bordenhal van de vroegere Société Céramique (ook wel bekend als Derlontheater) door architect Jo Coenen delen van de opgegraven stadmuren geïntegreerd. Verder zijn vitrines gerealiseerd in gebouwen waar archeologisch onderzoek had plaatsgevonden (AZM, Lenculenhof, Hotel en Museumkelder Derlon). Enkele educatieve publiekstentoonstellingen als ‘Maastricht staat op zijn verleden’ in 1984 in het Bonnefantenmuseum en ‘Over.Bruggen’ in 2000-2001 in de Wiebengahal, beide met begeleidende publicaties, trokken veel aandacht.

#### Opgravingen Stokstraatkwartier
Een van de eerste archeologische opgravingen waaraan Titus Panhuysen leiding gaf, vond in het voorjaar van 1980 plaats in de Havenstraat in het Stokstraatkwartier, vlak bij het Onze Lieve Vrouweplein. Op het voormalige brouwerijterrein van Marres werden delen opgegraven van de westmuur en de gracht van het laat-Romeinse castrum van Maastricht en op grotere diepte de vroeg-Romeinse heerweg van Tongeren naar Keulen, de weg die tegenwoordig Via Belgica wordt genoemd.
Aan de zuidzijde van het plein, waar ooit de broodfabriek Mabro stond (nu: Hondertmarck), werden in 1981-82 een stroomgeul van de Jeker en vlak daarbij de zuidwestbocht van de zes meter brede gracht gevonden, die om de laat-Romeinse vesting liep en tot in de zesde eeuw in gebruik was gebleven. Iets ten noorden van het terrein, vlak bij de zuidgevel van de kerk, was in het begin van de twintigste eeuw al de zuidwestelijke hoektoren van het laat-Romeinse castrum opgegraven. Een van de mooie vondsten op het Mabro-terrein was een stuk van een Jupiterzuil, namelijk een fragmentarische viergodensteen met de voorstelling van de godin Juno, als spolium hergebruikt in een vroegmiddeleeuwse muur. Bij deze opgraving werden tevens belangrijke Merovingische nederzettingsvondsten gedaan. Deze en andere opgravingen (Hondstraat, Lantaarnstraat, Derlon) toonden aan dat dit gebied op de noordoever van de Jeker ook na de Romeinse bewoningsfase intensief bewoond bleef.
Aansluitend op deze opgraving werd in 1982 aan de Houtmaas, aan de op de Maasoever gelegen oostzijde van het Stokstraatkwartier, een muurtoren van het castrum gevonden, waarmee nu ook de oostelijke begrenzing van de laat-Romeinse versterking bekend was. Panhuysen liet een zevental dikke eiken heipalen vanonder de aansluitende muurdelen dendrochronologisch dateren bij het Rheinisches Landesmuseum Trier (dr. E. Hollstein & dr. M. Neyses). Hier bleek dat de verwerkte eiken waarschijnlijk waren gekapt in het voorjaar van 333 na Chr. Dit castrum uit de laatste regeringsperiode van Constantijn de Grote besloeg ongeveer een rechthoek van 170 × 90 meter met 1,5 meter dikke muren, twee massieve poorten en tien torens. Deze en andere opgravingen maakten tevens duidelijk, dat de laat-Romeinse versterking pas heel laat in de Karolingische periode, in de tiende eeuw, is opgegeven, nadat de resterende muren geheel verzonken waren in de ophogingen van de bewoning. Op sommige plekken zijn de opgaande muren tot wel twee meter hoog in de bodemlagen bewaard gebleven.
Na de sloop van het eerste Hotel Derlon aan het Onze Lieve Vrouweplein, kreeg Panhuysen in 1983 de gelegenheid om ook dit terrein te onderzoeken. De verwachtingen waren daarbij hooggespannen vanwege de nabijheid van de Onze-Lieve-Vrouwebasiliek, waaronder ook in 2022 nog altijd de eerste stadskerk van Maastricht (tevens mogelijk de zevende-eeuwse bisschopszetel van het bisdom Maastricht-Tongeren) wordt vermoed. Op het terrein werd de volledige sequentie van bewoningslagen vanaf de voor-Romeinse tijd tot de veertiende eeuw aangetroffen, een stratigrafisch pakket van zes meter dikte. Als eerste stuitte men, naar verwacht, op bouwhistorische verwijzingen naar de veertiende-eeuwse Sint-Nicolaaskerk, waarvan de apsis en het verdere, zich over de noordzijde van het huidige Onze Lieve Vrouweplein naar het westen uitstrekkende grondplan kon worden ingetekend. In de diepste lagen werden, zoals hierboven reeds vermeld, de resten van een met keien geplaveide weg uit de late prehistorie bloot gelegd. Daarboven kon een hoek in de grote heerbaan van Tongeren naar Keulen worden getraceerd, waarlangs de noordgevel met toegangspoort van een ommuurd heiligdom werd blootgelegd. Centraal op de geplaveide binnenhof hiervan werden het voetstuk en delen van een machtige en prachtig gebeeldhouwde Jupiterpijler uit het midden van de tweede eeuw na Chr. aangetroffen. Bovenop de ruïnes van het heiligdom is in de vierde eeuw het laat-Romeinse castrum gebouwd. Dwars door het opgravingsterrein liep, bijna intact bewaard tot het moderne maaiveld, de zware westmuur hiervan van noord naar zuid. Zij sloot aan op het zuidelijke deel van de westelijke toegangspoort, die naderhand bijna geheel kon worden opgegraven onder de Plankstraat. Een deel van die oudste opgravingen – sinds 2004 geklasseerd als rijksmonument – is bewaard gebleven in Museumkelder Derlon, in het souterrain van het gelijknamige hotel. In 1996 werd in vervolg op deze ontdekkingen een minutieus wetenschappelijk vervolgonderzoek uitgevoerd in de pandtuin van de Onze-Lieve-Vrouwebasiliek. Hierbij werd de plattegrond van het Romeinse heiligdom in zuidelijke richting vervolledigd, maar sporen van een tempel, of een vroege kerkbouw kwamen niet tevoorschijn.

#### Opgravingen Vrijthofomgeving
In 1981 ging de restauratie van de Sint-Servaaskerk van start, die tien jaar zou duren. Afspraken met het overkoepelende bouwbureau om betrokken te worden bij mogelijke vondsten en ingrepen in de bodem leidden uiteindelijk tot een zeer gedetailleerde en goed gedocumenteerde kerkopgraving. Onder de voormalige Stiftskapel, in de elfde eeuw gebouwd door proost Humbertus en na de recente restauratie ingericht als schatkamer, werd een groot aantal middeleeuwse graven gevonden. Ook groef men hier delen op van drie, in stompe hoeken van 150 graden op elkaar aansluitende, zware muren van een veelhoek, door Panhuysen aanvankelijk aangezien voor de noordkant van een twaalfhoekige centraalbouw. Later moest hij deze interpretatie bijstellen, toen in het zuidertransept van de kerk een zuidelijke tegenhanger werd opgegraven. Het bleek te gaan om de polygonale uiteinden van de transeptarmen van de tiende-eeuwse, Ottoonse bouwfase van de huidige kerk, een zeer uitzonderlijke kerkplattegrond voor die periode. Niet lang na de wijding van de kerk (1039) werden de polygonale transepten vervangen door de huidige, rechthoekige.
In december 1985, toen het onderzoek zich verplaatst had naar het interieur van het noordertransept, leidde de vondst van een gemetselde graftombe met een skelet van opvallende lengte tot uitgebreide speculaties over de identiteit van deze zogenaamde 'lange mins' (lange man), waarbij het volgens lokale historici mogelijk om Reinier I Langhals of Giselbert II zou kunnen gaan. Fysisch-antropologisch onderzoek leverde slechts op, dat het ging om het skelet van een 40- tot 50-jarige man, vermoedelijk uit de tiende eeuw en begraven binnen de noordelijke, polygonale transeptarm.
In de periode 1985 tot 1990 ging een groot deel van de kerk op de schop voor de aanleg van verwarmingskelders en tevens voor aanvullend archeologisch onderzoek. De bodem van de kerk werd opgedeeld in enkele tientallen vierkante vakken, die elk minutieus verdiept en onderzocht werden en waarvan de verticale profielwanden alle met elkaar konden worden verbonden. Het eindresultaat was dat alle bouwfasen, deels nieuw en onbekend, vanaf de laat-Romeinse tijd (laat-Romeins grafveld met de grafbouw van Sint-Servatius[?] onder de tiende-eeuwse confessio), de Merovingische tijd (kerkbouw fase 1, het vermoedelijke "Magnum Templum", vele grafkeldertjes), de laat-Merovingische/Karolingische tijd (de zogenaamde basilica-fase, kloostergebouwen, kalkstenen sarcofagen), de Ottoonse periode (aanleg fase van de huidige kerk met polygonale transeptarmen, open confessio voor het koor en de nog bestaande kern van het schip en de zijbeuken) en de elfde-eeuwse bouwfase (verbouwingen door Humbertus met de nog bestaande rechthoekige transeptarmen en de overwelving van de confessio tot Sint-Servaascrypte) gedocumenteerd konden worden. In 1988 baarde de vondst van het graf van de elfde-eeuwse proost van het Sint-Servaaskapittel en kerkenbouwer Humbertus/Hugo veel opzien. In het graf bevond zich een bijna 40 cm hoog loden grafkruis met uitgebreide tekst, waaruit veel historische informatie afgeleid kon worden. Dit kruis wordt door Panhuysen wel aangemerkt als de belangrijkste archeologische vondst uit zijn Maastrichtse carrière.
Nog in hetzelfde jaar (1988) kon Panhuysen vlakbij aan de slag op het terrein van het voormalige Wittevrouwenklooster. Dit uit de middeleeuwen daterende en eveneens aan het Vrijthof gelegen klooster was omstreeks 1805 deels afgebroken. Achter het toen gebouwde Generaalshuis resteerden nog enkele zeventiende of achttiende-eeuwse kloostervleugels, die gesloopt zouden worden voor de nieuwbouw van het Theater aan het Vrijthof. Behalve kloosterrestanten uit de dertiende eeuw en later, legde het projectteam van Panhuysen over een lengte van 35 meter zeer zware funderingen bloot van wat geïnterpreteerd zou kunnen worden als de noordgevel van een palts van de hertogen van Neder-Lotharingen uit de periode 900-1100. Het muurtracé is gemarkeerd in de vloer van het souterrain van het theater.

### Provinciaal-Romeinse archeologie en beeldhouwkunst
Door zijn promotieonderzoek betreffende de ontwikkeling van Romeins Maastricht en de Romeinse beeldhouwkunst van de nederzetting  ontwikkelde Titus Panhuysen zich tot een internationaal gewaardeerd deskundige op het gebied van de provinciaal-Romeinse archeologie en de provinciaal-Romeinse beeldhouwkunst in het bijzonder. Sinds 1976 verschenen van zijn hand tientallen publicaties over deze onderwerpen. Naast zijn belangrijke werk Romeins Maastricht en zijn beelden uit 1996, publiceerde hij een spraakmakende studie over de in 1980 ontdekte Nijmeegse godenpijler uit de tijd van keizer Tiberius, maar ook over diverse regionale sculptuurvondsten, onder andere uit Tongeren. Mede door zijn toedoen is er internationaal meer aandacht gegenereerd voor het petrologische aspect van de stenen monumenten. In 1997 organiseerde hij het vijfde internationale CRPA-colloquium over provinciaal-Romeinse kunst ('Colloquium on Roman Provincial Art') in Maastricht en redigeerde hij de daaruit voortvloeiende publicatie (2001). Als voorzitter van de Stichting Provinciaal-Romeinse Archeologie (Nijmegen) stimuleerde hij middels fondsbeheer en subsidies de uitwerking en publicatie van de opgravingen op de terreinen van het Nijmeegse Canisius College (door Jules Bogaers en Jan-Kees Haalebos).

### Vroegmiddeleeuwse archeologie
Van 2004 tot 2014 was Panhuysen verbonden aan het 'Saint Servatius Project' van de Universiteit van Amsterdam, onder leiding van prof. dr. Frans Theuws, waarin hij onder anderen samenwerkte met zijn neef, de historicus, archeoloog en fysisch antropoloog dr. Raphaël Panhuysen. In het project wordt getracht alle opgravingen in en rondom de Sint-Servaaskerk in Maastricht met elkaar in verband te brengen en te publiceren.
In 2009 was Panhuysen medeorganisator van het zestigste Internationales Sachsensymposion, een belangrijk congres over vroegmiddeleeuwse archeologie in Noordwest-Europa. Het congres vond plaats van 19-23 september in Maastricht. Panhuysen nam tevens de eindredactie van de uit het symposium voortvloeiende publicaties voor zijn rekening. Naar aanleiding van het congres publiceerde Panhuysen een interessante theorie over de mogelijke stichting door bisschop Amandus van de nieuwgevonden basilica-bouwfase van de Sint-Servaaskerk en over de samenhang en de symbolische betekenis van de Sleutel van Sint-Servaas en de zogenaamde Einhardsboog als mogelijke kroningsinsignia van keizer Lotharius I in Rome in 823. In 2020 overhandigde hij een verzilverde 3D-reconstructie (schaal 1:1) van de Einhardsboog aan de Schatkamer van Sint-Servaas.

### Discussie oudste stad van Nederland
Panhuysen speelt tegen wil en dank een centrale rol in de discussie over de oudste stad van Nederland. Hij zou het 'bewijs' hebben geleverd dat alleen Nijmegen recht heeft op deze titel, iets wat in 2005 bij het 2000-jarig bestaan van de stad benadrukt werd. In zijn publicatie uit 2002 over de in 1980 opgegraven Nijmeegse godenpijler noemde Panhuysen de godenpijler "een van Nijmegens historische kroonjuwelen" en "een monument dat met de vroegste stichting van de stad – onder keizer Tiberius – in verband gebracht kan worden". Dit werd door de Nijmegenaren aangegrepen als het ultieme bewijs dat Nijmegen dus de oudste stad van Nederland is, nota bene bewezen door de Maastrichtse stadsarcheoloog! Panhuysen zelf wenst de betekenis van zijn woorden te nuanceren op grond van de uiteenlopende definities van het begrip ‘stad’, waardoor het niet mogelijk is beide stadswordingen op gelijk niveau naast elkaar te stellen. Maastricht is in Nederland bijzonder door zijn ononderbroken bewoningsgeschiedenis van 2000 jaar, maar was in de Romeinse tijd niet meer dan een vicus, die in de vierde eeuw werd vervangen door een castrum, dat in de vroege middeleeuwen doorgroeide naar een pre-stedelijke kern.

### Overige activiteiten en lidmaatschappen
Panhuysen deed binnen zijn vakgebied veel aan Maastricht-promotie in binnen- en buitenland, door spreekbeurten en deelname aan studiedagen en congressen. Veel van zijn publicaties zijn daarom in het Duits, Engels of Frans. In de jaren 1980 zat Panhuysen als afgevaardigde van het Convent van Gemeentelijke Archeologen in het bestuur van de Koninklijke Nederlandse Oudheidkundige Bond. Van 1984 tot 1997 was hij bestuurslid van de Stichting Kasteel van Valkenburg (L.). Vanaf eind jaren 1990 was hij twaalf jaar lang redactielid van de Publications de la Société Historique et Archéologique dans le Limbourg, het jaarboek van Limburgs Geschied- en Oudheidkundig Genootschap (LGOG). Van 2006 tot 2015 was hij voorzitter van de Kring Maastricht van LGOG, waarvan hij sedert 1977 lid is en waarvoor hij tal van spreekbeurten heeft gehouden. Sedert het begin van zijn studie is hij lid van de Verein von Altertumsfreunden im Rheinlande, gevestigd in Bonn. Van 1997 tot 2012 maakte hij deel uit van het in Parijs gevestigde Franse onderzoeks- en publicatieproject 'Topographie Chrétienne des Cités de la Gaule des origines au milieu du VIIIème siècle' (CNRS). Van 1992-2021 was hij voorzitter van de Stichting Willem Goossens te Maastricht. Sinds 2001 is hij voorzitter van de Stichting Provinciaal-Romeinse Archeologie te Nijmegen. Anno 2022 is Panhuysen lid van de Maatschappij der Nederlandse Letterkunde, het Sachsensymposium, het wetenschappelijk comité van het International Colloquium of Roman Provincial Art, en de International Council on Monuments and Sites (ICOMOS).

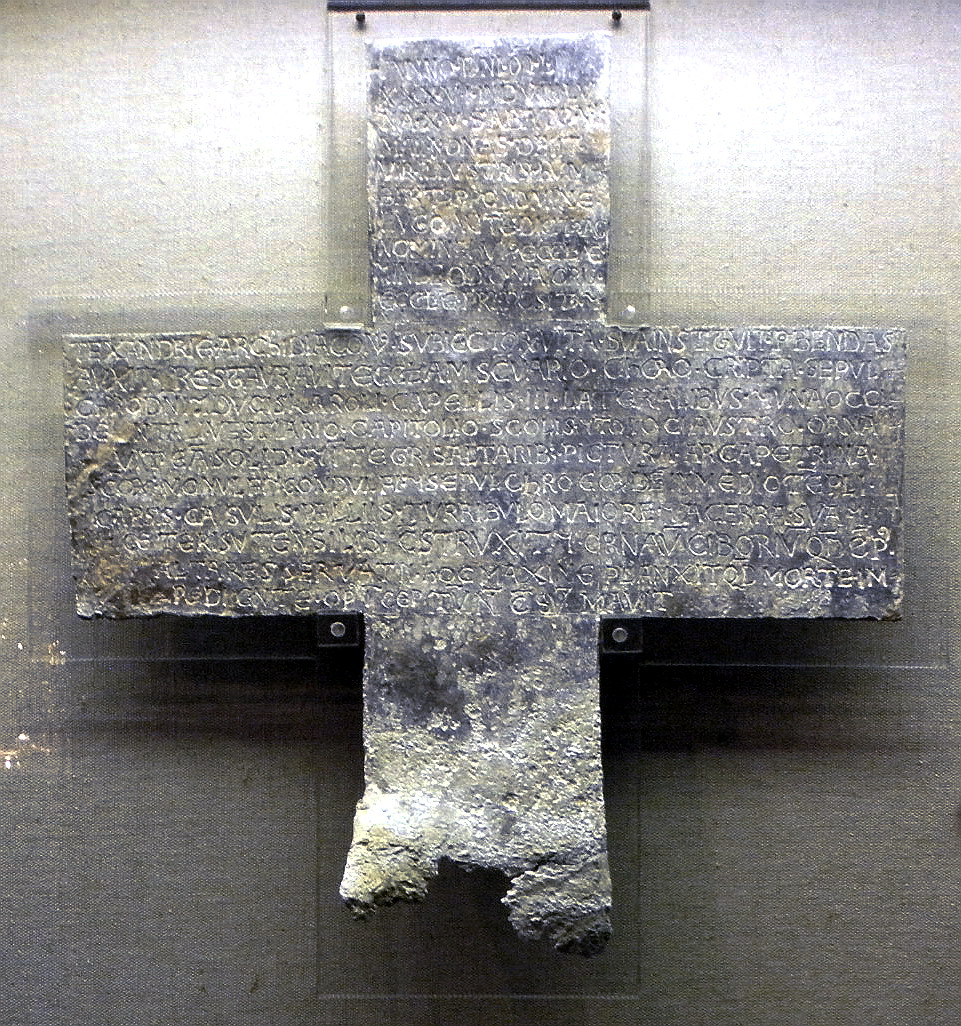
Grafkruis Humbertus, Schatkamer Sint-Servaas
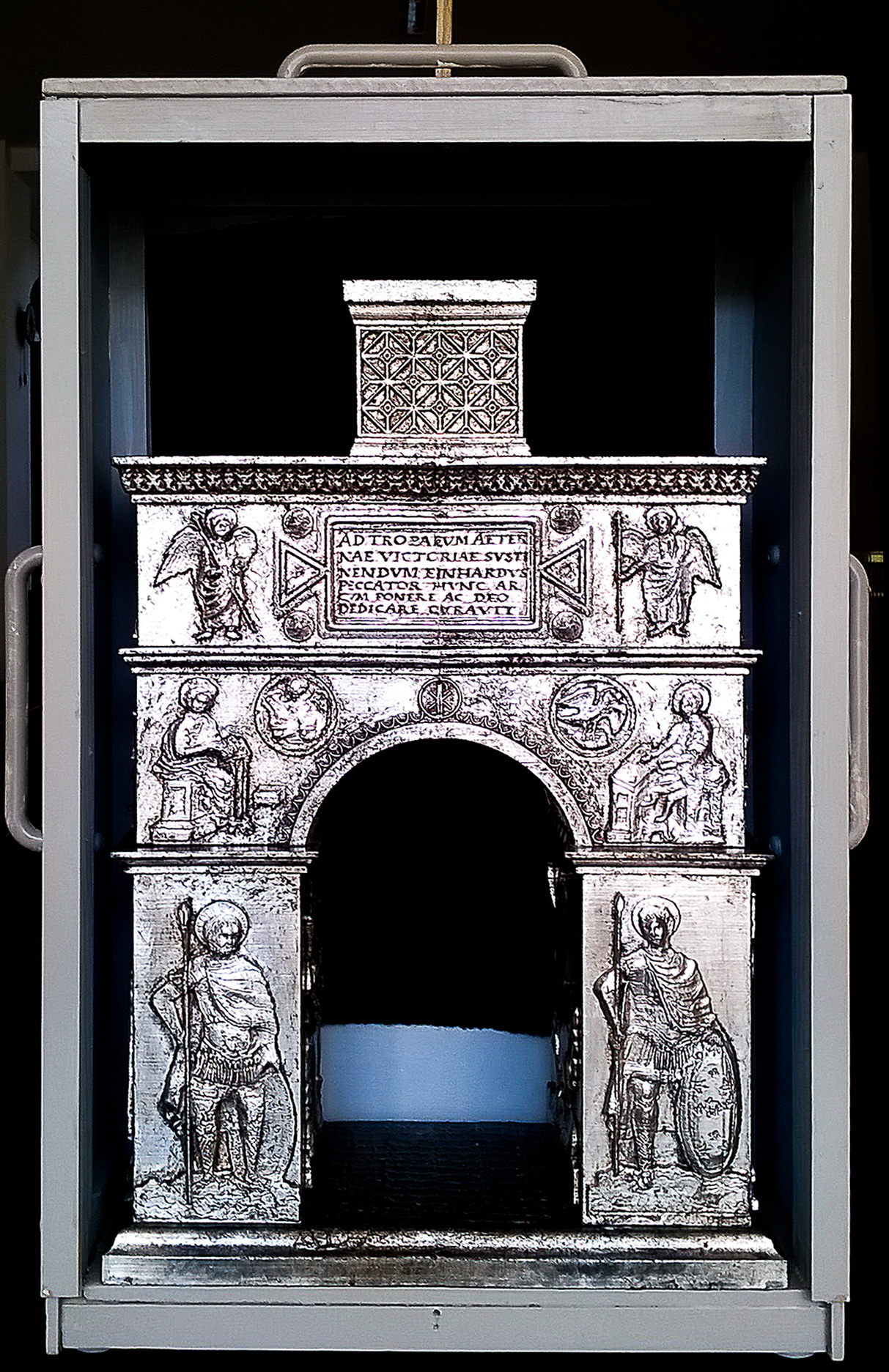
3D-model Einhardsboog in draagkist
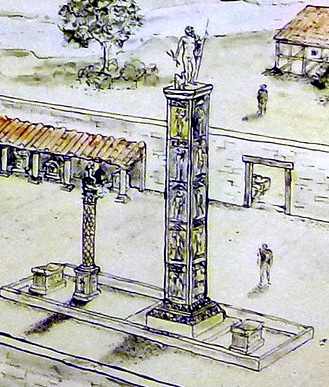
Reconstructietekening Jupiterpijler van Derlon
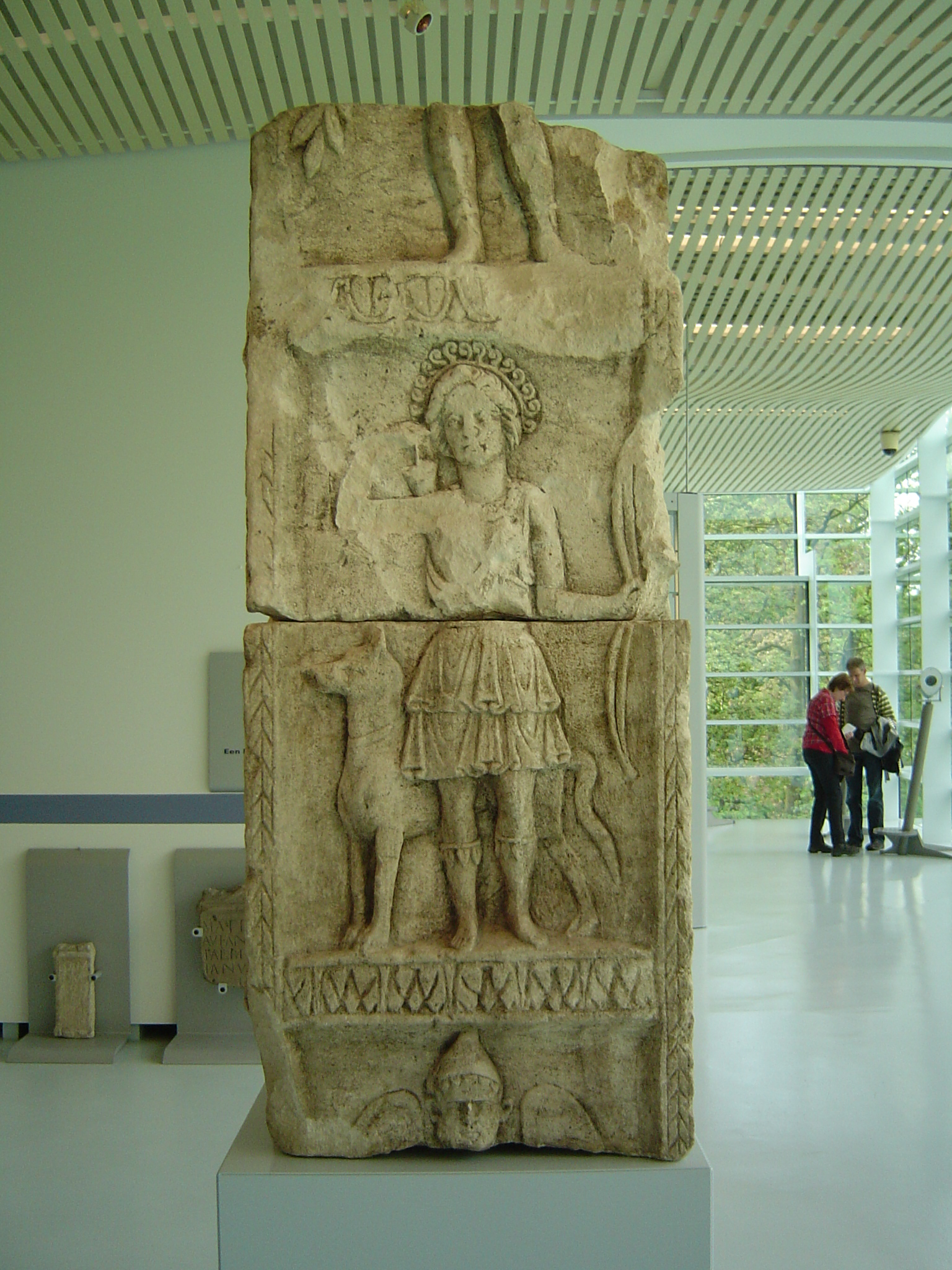
Nijmeegse godenpijler, Museum Het Valkhof